# 김태봉 (축구 선수)
김태봉(한국 한자: 金泰奉, 1988년 2월 28일 ~ )은 대한민국의 축구 선수이며 포지션은 수비수 겸 공격수이다.

## 축구인 경력

### 선수 경력
2010년 내셔널리그의 예산 FC에 입단하였으나 팀이 2011년 내셔널리그 탈퇴를 선언함에 따라 강릉시청으로 이적하였다.
2013 시즌을 앞두고 열린 드래프트에서 K리그 챌린지의 신생 구단 FC 안양에 지명되었고, 팀의 주장으로 활약하였다.
2015년 시즌 중반, 최문식 감독의 부름을 받고 대전 시티즌으로 이적하였고, 7월 8일 울산 현대와의 경기에서 동점골을 기록하며 클래식 무대 데뷔골을 기록하였고, 9월 9일 제주와의 홈경기서 만회골을 기록하며 홈 데뷔골을 신고하며, 수비수임에도 공격에 적극 가담하는 모습을 보였으며, 10월 18일 전남 드래곤즈와의 경기에서 결승골을 기록하며 팀의 2015시즌 홈 첫 승에 큰 기여하였다.
2016시즌에는 부상으로 많은 경기를 소화하지 못했으며, 시즌 중후반 윙어로도 기용되기도 하였다.
2017년 4월 22일 부산 아이파크전에 윙어로 다시 기용이 되어 시즌 첫 골을 기록하였다.
2018시즌을 앞두고 경주 한국수력원자력에 입단했다.
2020시즌을 앞두고 김해시청으로 이적했다.

## 수상

### 개인
- 내셔널리그 도움상: 2010